# Памятник Тарасу Шевченко (Париж)
Памятник Тарасу Шевченко (укр. Пам'ятник Тарасу Шевченку) — бюст украинского поэта, прозаика, художника и этнографа Тараса Григорьевича Шевченко в столице Франции — Париже.

## История
Памятник торжественно открыт советским посольством в 1978 году на бульваре Сен-Жермен в скверике, который получил имя Т. Шевченко. В Киеве существует копия этого монумента — во дворе Национальной академии изобразительного искусства и архитектуры.
Автор скульптуры — киевский скульптор М. Лысенко.